# Prolétariat

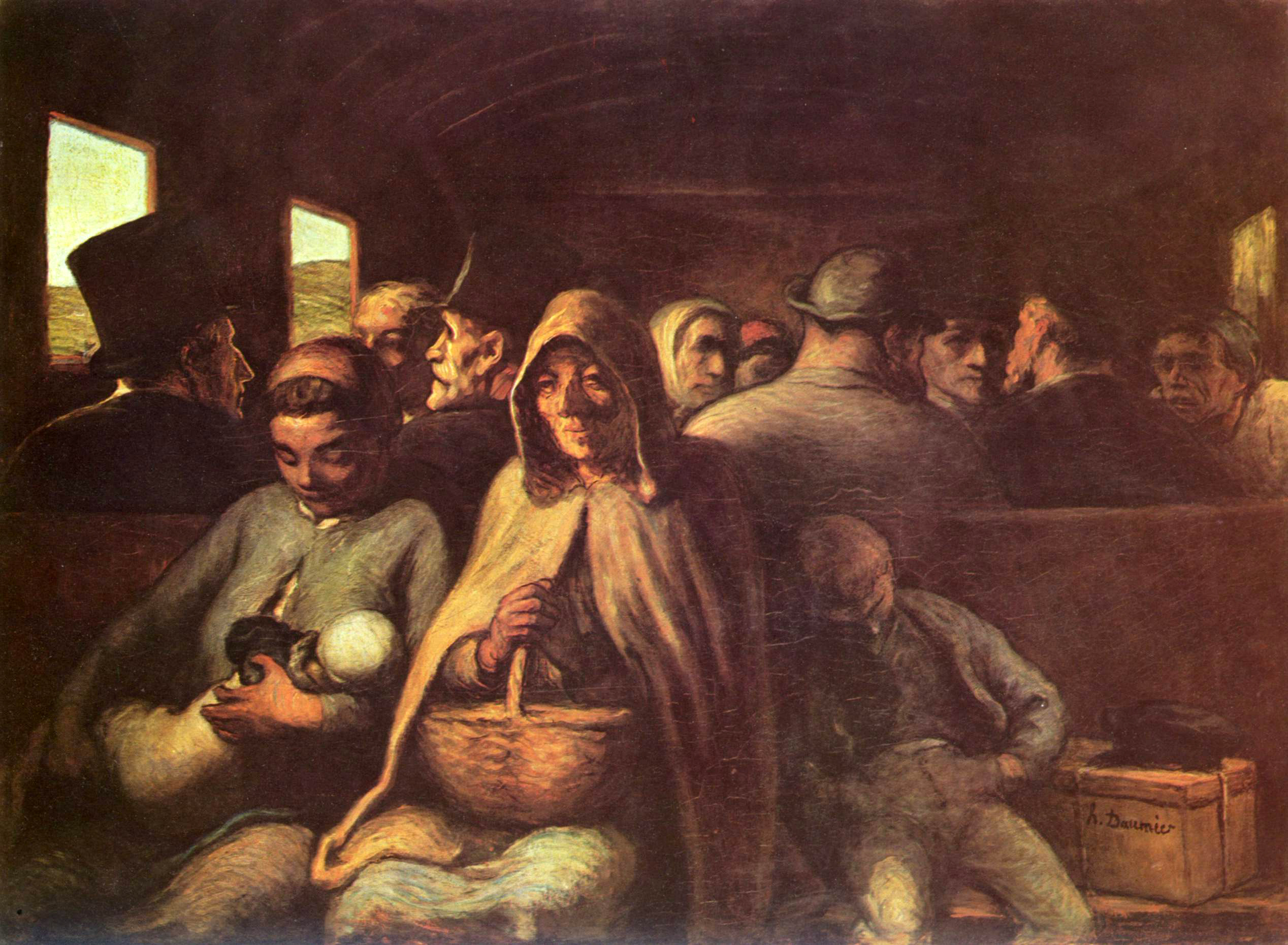
Le Wagon de troisième classe, Honoré Daumier, huile sur toile (1862).

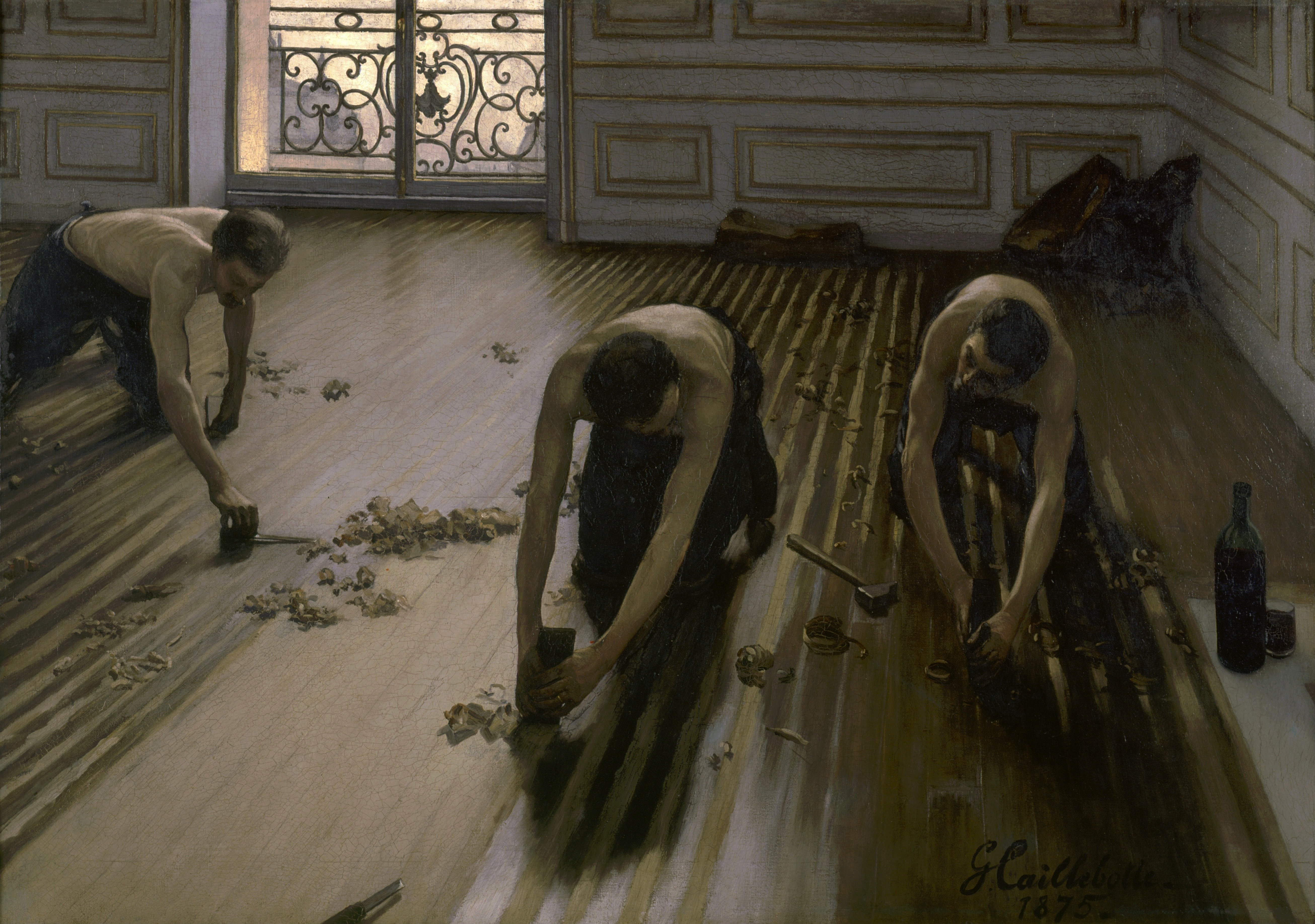
Les Raboteurs de parquet, Gustave Caillebotte, huile sur toile (1875).

Le prolétariat est, selon Karl Marx notamment, la classe sociale opposée à la classe capitaliste. Elle est formée par les prolétaires, également désignés couramment comme travailleurs.
Le prolétaire ne possède ni capital ni moyens de production et doit donc, pour subvenir à ses besoins, avoir recours au travail salarié et à la vente de sa force de travail. Le prolétariat ne se réduit donc pas au stéréotype de l'ouvrier en blouse bleue ni du travailleur souillé des mines, mais recouvre l'ensemble des êtres humains qui doivent se soumettre à un travail salarié, quels que soient leur niveau de vie et le niveau de leur salaire.

## Étymologie
Le mot « prolétaire » désigne à l'origine un citoyen romain de la plèbe si pauvre qu'il ne paie pas d'impôt et ne peut être utile à l'État que par sa descendance (du latin proles). Il forme la classe la moins considérée de la civitas (ensemble des citoyens), constituée de ceux qui ne peuvent s'acheter aucune pièce d'armure et qui ne possèdent le droit de vote qu'en théorie. C'est la sixième et dernière classe sociale[C'est-à-dire ?].

## Définitions du prolétariat

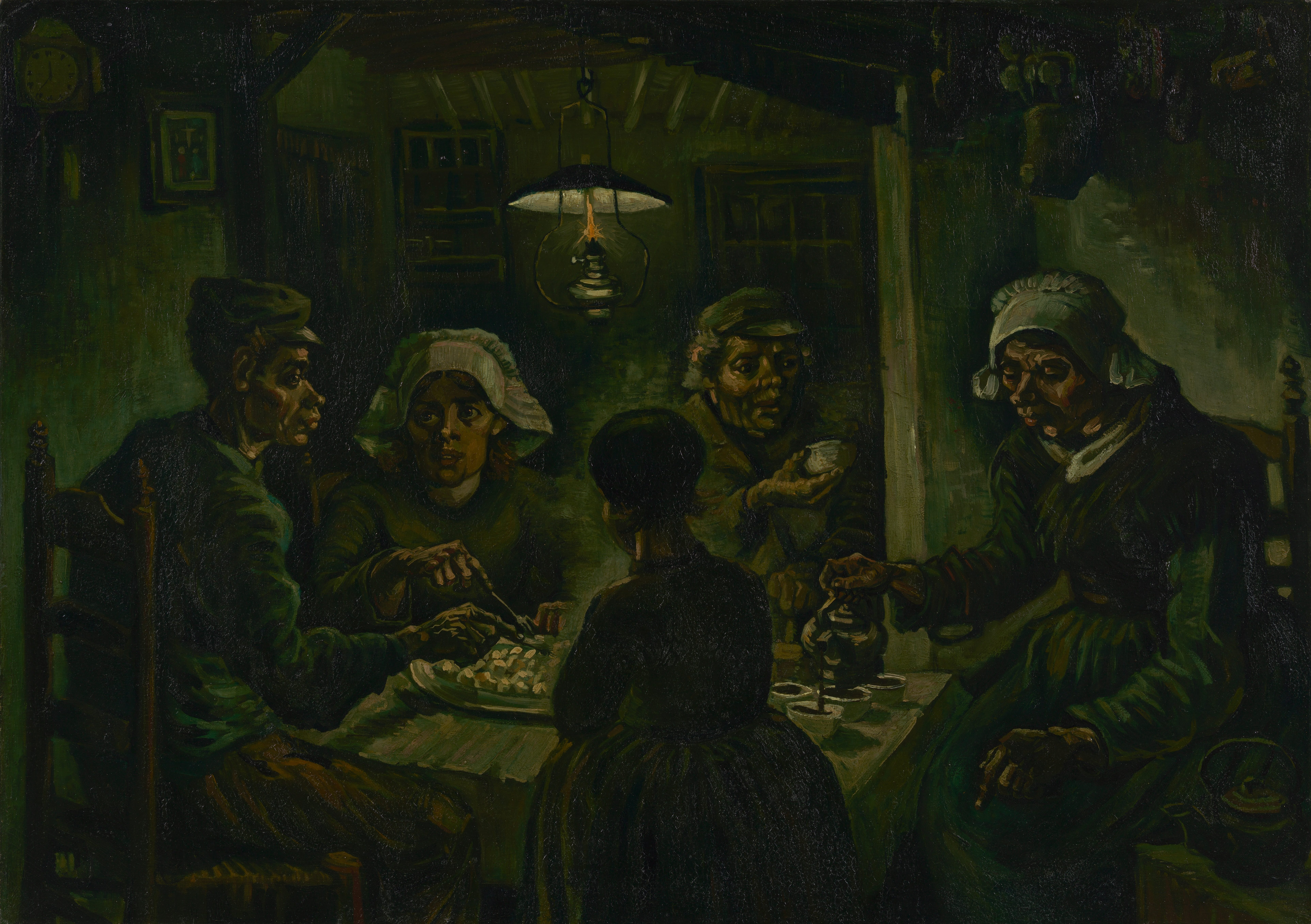
Les Mangeurs de pommes de terre, Vincent van Gogh, huile sur toile (1885).

### Théorie marxiste
Selon la définition de Marx et des marxistes, le prolétariat est constitué de l'ensemble des salariés et des chômeurs (considérés comme des salariés sans emploi). Le prolétariat est la classe sociale qui, pour avoir de quoi vivre, est obligée de vendre sa force de travail à la classe antagoniste, qui dispose du capital et des moyens matériels de production,.
Marx et Engels proposent plusieurs définitions du prolétariat : « il faut entendre par prolétaire le salarié qui produit le capital et le fait fructifier, et que M. Capital […] jette sur le pavé dès qu'il n'en a plus besoin » (Le Capital). Dans le Manifeste communiste (1848), Marx parle du prolétariat comme étant « la classe des travailleurs modernes ».

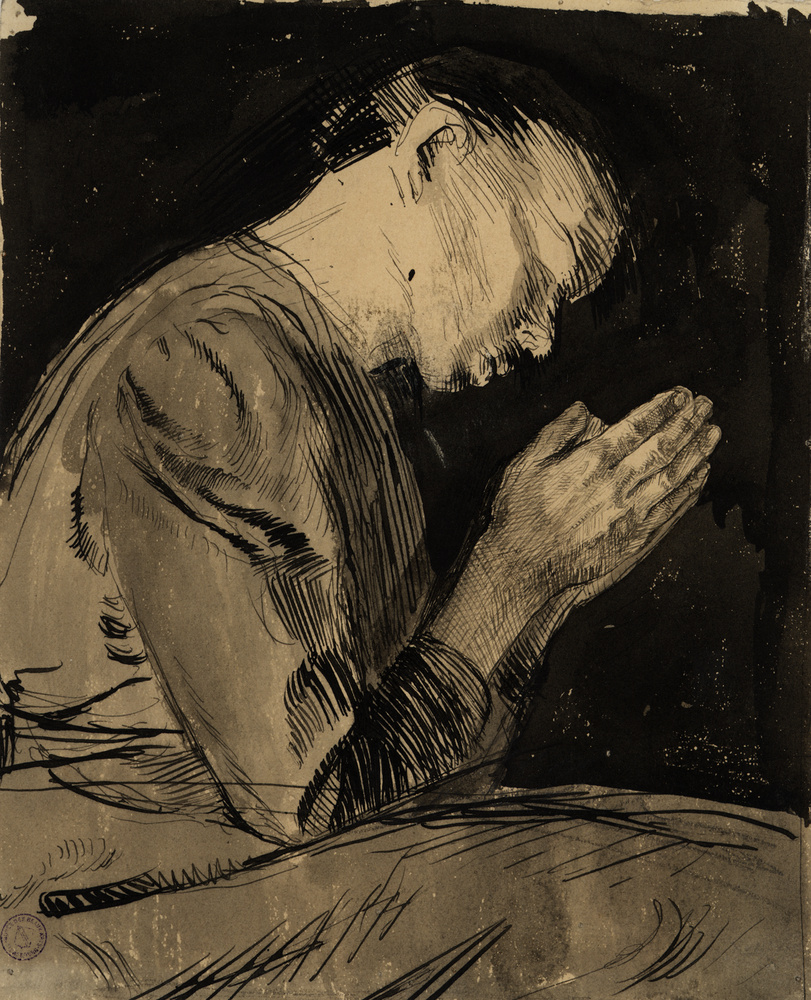
"Femme en prière", Käthe Kollwitz.

Le prolétariat se définit ainsi en opposition à une autre classe : la bourgeoisie ; avec laquelle il entretient un rapport économique déterminé : le salariat. Prolétariat et bourgeoisie sont ainsi les deux pôles d'un même rapport social. Il « se recrute dans toutes les couches de la population » (Karl Marx, Manifeste communiste, 1848). « Par prolétaire, au sens économique, il faut entendre le travailleur salarié qui produit du capital et le met en valeur. » (Karl Marx, Le Capital, 1867). Les chômeurs sont aussi considérés comme faisant partie du prolétariat[réf. nécessaire].
Selon Engels :

« Par bourgeoisie, on entend la classe des capitalistes modernes, qui possèdent les moyens de la production sociale et emploient du travail salarié ; par prolétariat, la classe des travailleurs salariés modernes qui, ne possédant pas en propre leurs moyens de production, sont réduits à vendre leur force de travail pour vivre. »

L'intérêt du prolétaire est d'obtenir le plus possible de son travail, tandis que réciproquement le propriétaire des moyens de production cherche à minimiser ce coût. Le prolétaire a donc des intérêts contraires à ceux du bourgeois (ou du capitaliste). D'où un conflit entre eux, la « lutte des classes ».
Selon Marx, le moteur de l'Histoire est précisément la lutte des classes. Le contexte historique est important pour comprendre les notions de « bourgeoisie » et de « prolétariat » à une époque où le droit de vote est réservé à la classe possédante. Et c'est parce qu'il y a lutte entre les prolétaires et les bourgeois que les prolétaires doivent écarter la bourgeoisie de l'exercice du pouvoir et supprimer l’exploitation économique, permettant la disparition des classes sociales (« l'abolition de toute domination de classe » est l'objectif énoncé par Marx dans les statuts de l'Association internationale des travailleurs, en 1864). La société deviendrait alors communiste.
Selon Maximilien Rubel, « le postulat de l'auto-émancipation prolétarienne sous-tend l'œuvre de Marx comme un leitmotiv ».

### Approche stieglerienne

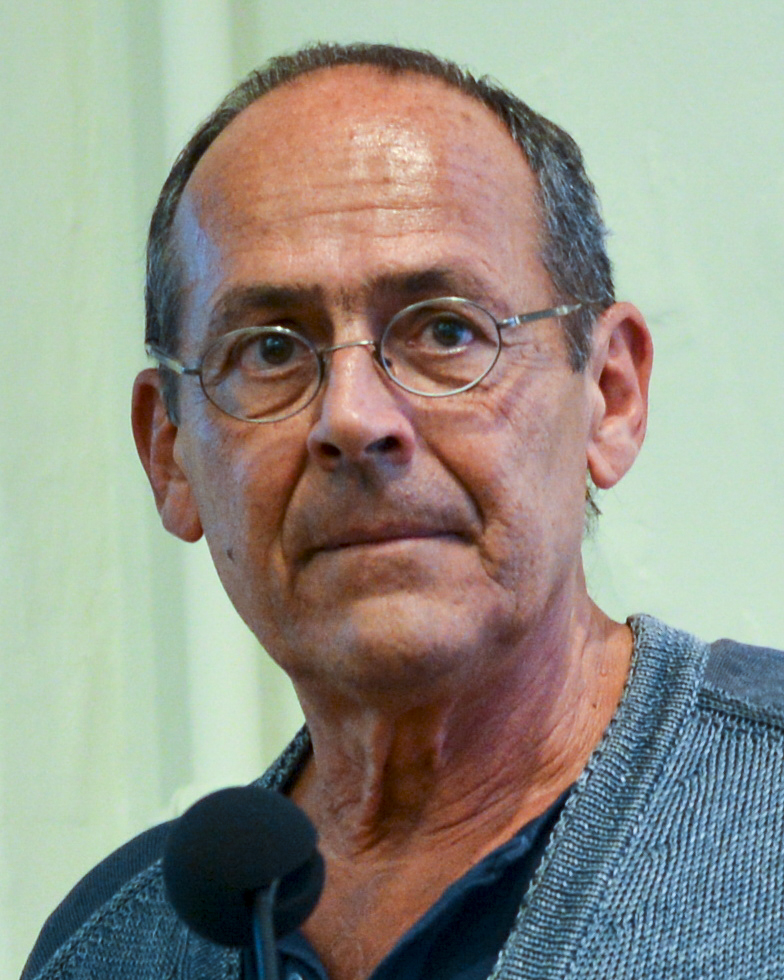
Bernard Stiegler, philosophe de la technique.

Par une relecture des Grundrisse, le philosophe Bernard Stiegler élargit le concept de prolétariat. Selon lui :
« le prolétariat, c’est ce qui est défini par Engels et Marx dans le Manifeste communiste non par la paupérisation, mais par la perte de savoir (dont la paupérisation est une conséquence), et qui finira, écrivent-ils, par affecter « toutes les couches de la population ». »
Il conjugue ce phénomène avec une perte d'individuation, concept venant de Gilbert Simondon. Selon Stiegler :
« Simondon donne un nouveau tour à la question de la prolétarisation : il en fait une question de désindividuation que produit une perte de savoir par une extériorisation de celui-ci dans machines et appareils. »

La prolétarisation est un processus. Il identifie trois phases d'automatisation lors du développement du capitalisme, lors de la révolution industrielle, de l'avènement de la société de consommation, puis du capitalisme de surveillance. Celles-ci s'accompagnent respectivement de trois stades de prolétarisation : celle des savoir-faire, des savoir-vivre et des savoir-penser. Le stade actuelle du capitalisme est celui de la « prolétarisation généralisée » qui 
« affecte dès lors toutes les tâches : domestiques, éducatives, distractives [...], tout aussi bien que celles mises en oeuvre par les unités de recherche, de conception, de production, de logistique, etc.. »
Plus prosaïquement, ces savoirs peuvent être cuisiner, éduquer, habiter, vivre-ensemble, compter, mesurer... 
Ainsi, Stiegler considère que l'économiste de renom Alan Greenspan, qui est président de la Réserve fédérale des États-Unis lors de la crise des subprimes, est un prolétaire. En effet, ce dernier avoue lors de la commission d'enquête ne pas comprendre les produits financiers complexes qu'il a popularisé ; et même plus : que personne ne les comprend.

### Autres approches
Selon Raymond Aron (en 1955), le prolétariat regrouperait « les salariés qui travaillent de leurs mains dans les usines », c'est-à-dire les ouvriers.
D'autres sources associent le prolétariat à tout ou partie de la classe ouvrière tel le TLFi :

« Prolétariat : [Dans la théorie marxiste] Partie de la classe ouvrière consciente de l'exploitation dont elle est l'objet dans le système capitaliste, et qui travaille à mettre fin à cette exploitation par la révolution,. »

Cependant, selon l'Encyclopædia Universalis :

« Le concept de prolétariat est différent de celui de classe ouvrière. »

En 1925, Edmond Goblot a enrichi la notion de capital en y incluant le « capital humain » (principalement les relations/amis et les diplômes). À la lutte des classes s'ajouteraient donc de nouvelles discriminations sociales entre les diplômés et les non diplômés. Pierre Bourdieu le développe dans La Distinction (1979) sous le concept de capital culturel. Des auteurs contemporains rapprochent la prolétarisation du phénomène de paupérisation et d'exclusion. Enfin, selon Raoul Vaneigem, « le prolétariat a perdu son nom depuis que la plupart des citoyens en font partie ».

## Usages historiques
En 1825, Jacques Marquet de Montbreton de Norvins affirme : « L'Empire a doté tous les prolétaires. Il n'y a plus de prolétaires en France ». En mars 1848, une proclamation du Gouvernement provisoire écrite par Alphonse de Lamartine annonce qu'« il n'y a plus de prolétaires en France » à dater de la loi électorale provisoire qui substitue le suffrage universel masculin au suffrage censitaire. L'historien Samuel Hayat estime qu'« évidemment, Lamartine joue sur l'ambiguïté du terme "prolétaire", mais il faut prendre au sérieux cette idée : ce qui définit un prolétaire, dans la conception modérée de la République, c'est un état entièrement dépassé, celui où l'on peut dire à quelqu'un que l'on est plus souverain que lui, c'est-à-dire un état où règne l'inégalité dans l'exercice de ce droit vu comme suprême entre tous, le droit de choisir ses représentants ».